# Jasmina Kodžaga
Jasmina Kodžaga (ur. 26 listopada 1965 w Sarajewie, zm. 20 lipca 1993 tamże) – bośniacka malarka.

## Życiorys
Kształciła się w liceum plastycznym, a następnie w Akademii Sztuk Pięknych w Sarajewie, na kierunku malarstwo (klasa Radoslava Tadicia). W marcu 1991 otwarto pierwszą wystawę prac Kodžagi w klubie muzycznym w Sarajewie. W czasie, kiedy przygotowywała się do otwarcia drugiej, większej wystawy, wybuchła wojna. Pracownia w Sarajewie spłonęła, a Kodžaga wyjechała do Mariboru w Słowenii. W latach 1992–1993 prezentowała swoje prace na czterech wystawach: w Mariborze, Ptuju i w Lublanie. Zmarła 20 lipca 1993, dzień przed zamknięciem wystawy swoich prac w Galerii Krka w Lublanie.

## Twórczość
Malowała głównie pejzaże i portrety kobiet.

## Pamięć
W 2004 w sarajewskiej Galerii MAK otwarto wystawę dzieł artystki.